# Заусовка
Заусовка — упразднённый посёлок в Нижнеингашском районе Красноярского края России. На момент упразднения входил в состав Новоалександровского сельсовета. Исключён из учётных данных в 2001 году.

## География
Располагалась на левом берегу реки Атагаш (приток реки Поймы), на расстоянии приблизительно 10 километров (по прямой) к северо-востоку от села Новоалександровка. 

## История
Основан в 1911 году. В 1926 году в деревне Заусовка имелось 36 хозяйств. В административном отношении входила в состав Нижне-Александровского сельсовета Нижне-Ингашского района Канского округа Сибирского края. 

## Население
По данным переписи 1926 года в деревне проживало 176 человек (91 мужчина и 85 женщин), основное население — белорусы.